# Pimpri-Chinchwad
Pimpri-Chinchwad (marathi: पिंपरी-चिंचवड) är en stad i den indiska delstaten Maharashtra, och är belägen i distriktet Pune. Den ingår i Punes storstadsområde och hade 1 727 692 invånare vid folkräkningen 2011.
Människor har varit bosatta i området i tusentals år, men staden som sådan är ny. Det var först 1970 som de fyra byarna (eller panchayaterna) Pimpri, Chinchwad, Akurdi och Bhosari slogs samman. Den nuvarande administrativa enheten, Pimpri-Chinchwad Municipal Corporation, bildades den 11 oktober 1982. Med början på 1950-talet har området industrialiserats i allt snabbare takt. Bland annat etablerade sig svenska SKF i Pimpri-Chinchwad för cirka 40 år sedan.